# 新・熱血硬派くにおたちの挽歌
『新・熱血硬派くにおたちの挽歌』（しん ねっけつこうはくにおたちのばんか）は、1994年4月29日に日本のテクノスジャパンから発売されたスーパーファミコン用ベルトスクロールアクションゲーム。
2019年にアークシステムワークスより発売されたシリーズ作品『熱血硬派くにおくん外伝 River City Girls』は本作を原点としており、その流れで2021年に本作の移植版および初の海外ローカライズ移植版の情報を発表。2022年2月14日に海外で先行して『River City Girls Zero』として発売後、日本では同年9月22日に『新・熱血硬派 くにおたちの挽歌 -with River City Girls Extra-』のタイトルで発売された（詳細は後述）。

## 概要
くにおくんシリーズの生みの親である岸本良久が『初代熱血硬派くにおくん』（1992年）に続いて携わった作品。シリーズの括りでは第1作『熱血硬派くにおくん』の流れを汲む「熱血硬派シリーズ」に属するが、当時くにおくんシリーズとして定着していた「ダウンタウンシリーズ」や「スポーツシリーズ」は元より、過去の「熱血硬派シリーズ」と比較しても特にシリアスな仁侠映画的ストーリーの異色作である。音楽は『ダブルドラゴン』や『リターン・オブ・双截龍』（1992年）を手掛けた山根一史が担当している。
また、お馴染みのくにおとりきの他に、みさこときょうこを加えた計4人が操作可能であり、女性キャラで本格的な喧嘩が繰り広げられるという点でもシリーズ他作品とは一線を画している。
メインストーリーはシリアスだが、花園高校校舎が徐々に崩壊していく様や観覧車で回るゴンドラの上や川で流れる丸太橋の外など奇妙な場所から敵が出現する、公道をバイクで時速200㎞以上出して走行するなど『初代熱血硬派くにおくん』同様に現実離れした荒唐無稽な描写が多数盛り込まれている。
くにおに彼女がいる、ひろしがくにおの舎弟になっているなど、他作品では見られない設定が多数存在する独自色の強い作品だが、さぶが三和会の組長、しんじのチームの名前が「ブルーエンペラー」、熱血硬派シリーズにおけるりきの恋人・きょうこの存在と言った後年のシリーズに引き継がれた要素もある。また、本作のプレイヤーキャラであるみさこときょうこは『River City Girls』にて主人公に抜擢されている。
ボスのしんじと闘うステージの背景に、同社の『コンバットライブス』の広告がある。

## システム
ゲームの流れは第1作と同様のステージクリア方式で、後戻りはできない。キャラクターは4頭身のグラフィックになっている。
コンティニューは、パスワード方式を採用している。難易度はイージーモードとノーマルモードを選ぶことができるが、イージーモードの場合は最終エリア直前のイベントで突如「イージーモードでノウガキたれてんじゃねぇ!」と言われてタイトルに戻されるため、それ以上進められない。その為、パスワードは難易度毎に区別されている。イージーモード終了時にはノーマルモードできょうこが仲間になった時点でのパスワードを教えてもらえる。
プレイヤーの体力が0になったら、ゲームオーバーになる。2人プレイ時に片方のプレイヤーが扱うキャラが体力0で倒れた場合、他のキャラにコントロールを移すことができず、次のステージまでそのプレイヤーはフェイドアウトする。
本作のザコ敵の攻撃が全体的にプレイヤーキャラクターより素早く、連続攻撃の途中で反撃されやすい。加えてライフ回復が遊園地でのジェットコースターのイベントを除けばステージクリア以外で行えない。
総合的に難易度は高めだが、残機性は無くゲームオーバーになってもコンティニューは何回でも可能なため、クリア自体はそれほど難しくはない作品と言える。

## ストーリー
とある深夜、高校生によるバイクのひき逃げ事件が発生、目撃者の目に映っていたのはくにおとりきの姿であった…。数日後の夜、2人は全く身に覚えのないまま西練馬少年院に収容されてしまう。
翌朝、面会に来たひろしが2人に熱血高校の異変、そして収監されているはずのくにおを街で見たという人物がいることを伝えた。2人は、同室のごうじたちとひろしの協力により、その日の夜に脱獄に成功。事件の真相を突き止めるべく奔走する。

## 登場人物

### プレイヤーキャラクター
くにお
熱血高校の番長格である正義の不良「熱血硬派」。バイク轢き逃げ事件の濡れ衣を着せられ、真犯人を暴くために東京各地を奔走する。序盤の囚人服着用時では必殺技や組技を使うことができない。
くにおの必殺技
旋風脚
その場で跳躍して回転しながら周囲を蹴り払う。攻撃前後の隙が大きく発動のリスクは高いが全キャラ中最強の攻撃力を誇る。当たった敵は壁や画面端まで大きく吹っ飛ぶ。
回転チョーパン
回転しながら正面に頭突きを繰り出す。それなりに高い攻撃力があるが攻撃後の隙が大きい。
飛び膝蹴り
全キャラ共通の必殺技。隙が少なく使いやすい。
裏拳
後方へ裏拳を突き出す。攻撃判定の持続が長く、走って攻めて来る敵を迎撃しやすい。
りき
花園高校の番長格。くにおのライバルであり親友。くにおと瓜二つの何者かによるバイク轢き逃げ事件で、バイクの後ろにりきと瓜二つの高校生が乗っていたために自身も共犯として濡れ衣を着せられ、くにおと共に東京各地を奔走する。序盤の囚人服着用時では必殺技や組技を使うことができない。
りきの必殺技
マッハパンチ
りきの代名詞とも言える必殺技。正面へパンチを9回連続で繰り出す。全てパンチがヒットしたとしても与えるダメージは控えめだが、発生が早く、リーチが長い、判定が強い、後隙が少ない、など非常に使いやすく高い汎用性を持つ。
スクリューアッパー
回転しながら大きく跳躍しつつアッパーカットを繰り出す。攻撃力はそこそこだが後隙が大きい。当たった敵は上へ大きく吹っ飛ぶ。
飛び膝蹴り
全キャラ共通の必殺技。隙が少なく使いやすい。
背面キック
両手を地面に付いて後方へ勢いよく両足を突き出してキック。後ろにしか攻撃できないがリーチと判定の強さに優れた必殺技。
みさこ
熱血高校の生徒で、くにおの彼女。緑のブレザーを着用したショートカットの美少女。熱血高校内でも一二を争う美少女で名高いが、少々浮気癖があるようで（強い男に惹かれ易い、とマニュアルにも書いてあるほど）、ひろしには「くにおさんがいなくなってから、だいきと仲良しみたいなんだな」と報告されてしまっている。りきですら「だからあの女はやめておけと言ったろうが」、「スベタ」と語っており、どうやらその素行は熱血高校はおろか、他校にも知られてしまっている模様。しかし、本人はくにお一筋だと弁解し、誤解を解き手伝いをするために今回の戦いに参戦するも、物語の後半でさぶに撃たれて病院送りとなりパーティーメンバーから外れてしまう（みさこはこの際にくにおの身を案じるような発言をしている事から、本当にくにお一筋であったようである）。エンディングにて、きょうこと共に一命を取り留めた事がたかやまから語られる。
『熱血高校ドッジボール部 サッカー編』などに登場したみさことは設定や性格が全く異なるものの、髪型と髪の色は共通しており、同作での口癖「びきびき」を発する場面もある（但し、カタカナで「ビキビキ」）。また、みさこが電話番号を教えた描写が存在する。
移植版では『River City Girls』のみさこが本作をプレイし、当時の自分の青髪を称賛していた。また、くにおに似ていたということでケンにも少し靡いている。
みさこの必殺技
旋風脚
くにおと同名の必殺技だが、みさこの場合は跳躍せずに旋風脚を繰り出す。跳躍しないため攻撃前後の隙がくにおより少なく使いやすい代わりに攻撃力では劣る。
回転アタック
体を丸めて回転しながら体当たり。くにおの回転チョーパンと似た必殺技で、攻撃後の隙が大きい点も共通している。
飛び膝蹴り
全キャラ共通の必殺技。隙が少なく使いやすい。みさこときょうこの飛び膝蹴りはくにおとりきの飛び膝蹴りより攻撃力が高め。
背面キック
りきと同名の必殺技で、内容もりきの背面キックとほとんど同じ。
きょうこ
花園高校の生徒で、りきの彼女。青いブレザーを着用したポニーテールの美少女。りきが現れるまでりゅうたの誘いをきっぱりと拒み続けており、りき一筋である点ではみさことは正反対（きょうこ曰く「あたしがいないとてんでだらしない」と発言している）。りきのために今回の戦いに参戦するが、みさこと同様に物語の後半でさぶに撃たれて病院送りとなりパーティーメンバーから外れてしまう。
後に『熱血硬派くにおくんSP 乱闘協奏曲』にてりきの彼女として久しぶりに再登場し、ドラマ版や舞台版にも引き続き登場した。尚、これらには本作ではなく『サッカー編』や『熱血硬派くにおくん すぺしゃる』に準拠したみさこが登場しているが、いずれにおいてもきょうこと親友という点は共通している。
移植版は『River City Girls』のきょうこの家で本作をプレイしている設定であり、彼女の部屋で未だブラウン管テレビを使っていたためにスーパーファミコンをそのまま使用可能だった。当時の自分達の制服を可愛いと言っており、また、作中で撃たれた件について自分の身体を心配する一幕もあった。
きょうこの必殺技
マッハキック
くにおの代名詞と言える必殺技だが、りきのミラーキャラクターという設定を重視してかきょうこの必殺技となる。りきのマッハパンチとほとんど同じ必殺技でマッハパンチ同様、攻撃力こそ低いが汎用性に優れている。
スクリュービンタ
回転しながら周囲をビンタで薙ぎ払う。りきのスクリューアッパーに似た必殺技だがこちらは後隙が小さい。
飛び膝蹴り
全キャラ共通の必殺技。隙が少なく使いやすい。みさこときょうこの飛び膝蹴りはくにおとりきの飛び膝蹴りより攻撃力が高め。
回転チョップ
回転しながら後方へ強烈なビンタを繰り出す。攻撃力が非常に高く、くにおの旋風脚に次ぐダメージを誇る。

### 味方キャラクター
ひろし
過去作ではくにおの親友だったが、今作ではくにおの舎弟という設定となっている。くにおに面会するために少年院へやって来て、事情を教えていく。
まもる
たかやまの息子でくにおとは友人関係。くにおの無実を信じ、体を張って庇う。
のぶ
花園高校の生徒。りきが帰ってきた事を知ると現在の花園高校の状況を伝えてくれる。
りゅうさく
花園高校の生徒。脅されて遊園地でバイトをさせられ、納める金を作らされていた。小心な性格。
ごうじ
くにお達が入れられた少年院の部屋の先客。最初はとおると共に襲い掛かってくるが、くにお達の強さを知り詳しい事情を聞くと、脱走計画に協力してくれる。
とおる
くにお達が入れられた少年院の部屋の先客。最初はごうじと共に襲い掛かってくるが、くにお達の強さを知り詳しい事情を聞くと、脱走計画に協力をしてくれる。
たかやま
くにおとりきが入っていた西練馬少年院の法務教官（看守）。息子のまもるを案じており、まもるが反抗するのはくにおと付き合いだしたせいだと思い込む。厳格ではあるが本心は理知的な人物であり、後に独自調査で事件の真相に気付き、くにお達の協力者となる。
開発者の岸本が「くにおやりきと言ったメインキャラを除いた中で特に好きなキャラ」として挙げている。

### 敵キャラクター
だいき
くにおの留守中に熱血高校の番長格となる。くにおが不在であることをいいことに、くにおの白ランを勝手に身に着けたことでくにおたちの怒りを買い、白ランを奪い返される。唯一囚人服で戦うことになるボスキャラクターで、限られた攻撃手段で戦わされるため、ゲーム初心者にとってはやや強敵。
りゅうた
りきの留守中に花園高校の番長格となる。倒した後はしんじに金を借りていた事も白状する。戦闘ではだいきと同じ攻撃手段に加えて回転しながらの裏拳を繰り出し、喰らうとステージ端まで吹っ飛ばされる。
しんじ
暴走族「ブルーエンペラー」のヘッドで、1作目ではステージ2のボスキャラクターだった。熱血高校や花園学園の生徒を遊園地で無理矢理バイトさせ、その給料を巻き上げていた。当時のチーム名は「横浜ファンキー」だったが、本作から「ブルーエンペラー」で統一されている。遊園地と13号地で計2回戦闘になる相手で、素早い連続攻撃と旋風脚を繰り出す。
後年の作品ではりきの先輩で男気のある性格となっているが本作の時点ではまだその設定は無く、三和会の手先として悪事を働き、りきからも罵倒されている。
リサ
六本木にいる美女。暴力団「三和会」の一員であり、三和会を嗅ぎ回るくにおたちに襲い掛かる。最初はジョーと組んで襲い掛かり、返り討ちにされた後はディスコ内できんじと組んで襲い掛かる。戦闘ではみさこやきょうこのようにビンタを繰り出す他、ジャンプキックや飛び膝蹴りでダウンをとってくる。しかしみさこ、きょうこと異なり、掴み攻撃や馬乗り攻撃の対象となっている。最終ステージでは彼女の色違いの敵が何人も襲い来る。
ジョー
六本木でリサと共に襲いかかってくる黒人。ボクサーのような拳による肉弾戦で人殺しを遂行する。攻撃方法はボクサーそのものの技が多いが、他の敵同様ダウン中の踏みつけも使用する。
きんじ
六本木のディスコにいる暴力団「三和会」の組員。長身と黒服が特徴。戦闘では攻撃力とリーチの長い蹴りや素早く強力なアッパーカットを繰り出す強敵。正面からの殴り合いにはかなり強いボスキャラクターのため、ステージ奥や手前を行き来してきんじと横軸を合わせないように接近しつつ、マッハパンチなど差し込みに優れた必殺技で勝負するのが有効となる。
みすず
1作目3面のボスを務めた太陽学園3年のスケ番。くにおとりきを凌駕するガタイの持ち主。巨体を活かした肉弾戦を得意とし、強烈な襟掴みビンタとタックルで戦う。くにおが最も苦手とする相手で、偶然居合わせたパチンコ屋でストレス解消を理由として襲い掛かる。敗北後は満足気に去るが、パチンコでの負けを取り戻すべくさぶの用心棒として雇われ、伊豆の別荘で再びくにお達の前に立ちはだかる。倒した後は別荘に自爆装置が仕掛けられている事を教えて意識を失う。
けん
くにおと瓜二つの高校生で、この物語の中心人物。今回のひき逃げ事件を起こした張本人で本人曰く、「くにおの双子の弟」「恵まれた環境で育ったくにおを恨んでいた」というが実際は容姿が瓜二つなだけで血縁関係などない赤の他人であり、さぶに施設（恐らくは養護施設）から拾われ、復讐の駒として利用されていただけだった。伊豆の別荘でさぶに時間稼ぎのための捨て石にされ、くにおとりきと戦闘になる。くにおとりきと同じ通常攻撃に加えて、くにおとりきの旋風脚とマッハパンチ以外の必殺技を持つ。必殺技は主に回転チョーパン、スクリューアッパー、飛び膝蹴りを繰り出し、2Pプレイでは背後をとってきた一方のプレイヤーに後ろ蹴り、肘打ち、裏拳、背面キックを繰り出してくる。
2人に敗北した後はさぶに見限られ、射殺される。悪に加担していたとはいえ、誰の愛も受けない生活は寂しかったらしく、最期はくにおに「一度は本気でアニキって呼んでみたかった…」と言い残し、息絶えた。
『River City Girls 2』ではさぶの実の息子に再設定されて登場する。
あきお
りきと瓜二つの少年で、けんの舎弟分。物語冒頭のひき逃げ事件にてりきに成りすましていたが、作中ではそれ以降は一切姿を見せない。名前も判明したのは後年になってからである。岸本は「挽歌2が出る時に登場する可能性がある」と語っている。
さぶ
指名手配されている暴力団「三和会」の組長。1作目のラストボスと同一人物であり、復讐の為にけんを養子にし、くにおとりきを少年院送りにしようとした真の黒幕でもある。くにお達が収監されている間に熱血高校や花園高校などを傘下に治め、部下の組員達や暴走族「ブルーエンペラー」を利用して新宿や六本木をシマにしようと画策するも、くにおとりきの活躍により企みを挫かれる。みさこときょうこを拳銃で撃って負傷させた上に、けんをも道具として利用した末に命を奪ったためにくにおとりきの怒りを買い、伊豆の別荘に乗り込んできたくにおとりきと戦闘になる。プレイヤーとある程度距離が離れている場合は拳銃を発砲して攻撃し、近距離では蹴りを繰り出して反撃する。1作目と違い拳銃は即死攻撃ではないがライフの8割ほど大幅に削る高い攻撃力を持つため注意が必要。自爆装置作動により崩れる別荘内での最終決戦で2人に打ちのめされた後、自爆装置が作動した別荘に置き去りにされた。

## スタッフ
- 企画：岸本未来
- プログラム：やまびこ寛子（山彦寛子）
- キャラクター・デザイン：早川直行、桂木龍、龍作君（松井龍作）、ダップ、中村孝子
- 背景デザイン：藤岡英俊
- サウンド：ミント
- 音楽：山根一史
- 広報：平井健雄、川添清子
- パッケージ：中津英一郎
- 協力：米田喬、七條たかし、若月康雄、塩谷博光、まちたかし（返町孝)、後藤ますみ、宇野＋、岩下洋治、スーピー森（森俊之）
- 脚本：横倉廣
- プロデューサー：富山徳之
- エグゼクティブ・プロデューサー：瀧邦夫

## 評価
ゲーム誌『ファミコン通信』の「クロスレビュー」では、8・6・5・5の合計24点（満40点）、『ファミリーコンピュータMagazine』の読者投票による「ゲーム通信簿」での評価は以下の通り21.8点（満30点）となっている。
| 項目 | キャラクタ | 音楽 | お買得度 | 操作性 | 熱中度 | オリジナリティ | 総合 |
| 得点 | 3.8        | 3.6  | 3.4      | 3.7    | 3.8    | 3.6            | 21.8 |

## 移植版
『新・熱血硬派 くにおたちの挽歌 -with River City Girls Extra-』
2022年9月22日発売に発売された、28年越しの移植版。対応機種はNintendo Switch、PlayStation 4、PlayStation 5、Xbox One、Xbox Series X/S、Steam。『River City Girls Zero くにおたちの挽歌』の洋題で初の海外ローカライズも行われ、海外では同年2月にNintendo Switch版が先行して発売されている。みさこときょうこが主役を務めた『RCG』の源流として、『RCG』同様にWayForward Technologiesが開発を担当した。ゲーム内容に変化は無いが、『RCG』シリーズのスタイルに合わせたオープニングとエンディングのモーションコミック、アニメーションイントロ、新たな音楽などが追加されている。画面サイズの調整や走査線の有無も設定可能であり、原作のパッケージと説明書も当時のまま閲覧可能。
開発者は「開発中の『熱血硬派くにおくん外伝 River City Girls 2』で『挽歌』の内容やキャラクターにも触れているため、その内容を掘り下げていく中で本作の移植版を先に発売することが開発チームのミッションになった」旨を述べている。この作品では、『RCG』のみさこときょうこが25年以上前の自分達の出演作である本作をプレイするというメタ的な設定になっており、オープニングとエンディングのモーションコミックでその様子が描かれている。時系列は『RCG』でさぶこを倒した後であり、『RCG2』の前フリ的な役割も持たせられている。

## 幻の続編
『熱血硬派くにおくん ~九龍の爪~』（ねっけつこうはくにおくん くーろんのつめ）
PlayStation用ソフトして企画されていた本作の続編。香港を舞台にくにおとりきが九龍城砦のマフィア「黒蛇団」と対決する内容となるはずだった。企画では高層ビルやロープの上での戦い、3Dトロッコステージなども盛り込まれていた。みさこときょうこは続投し、更に『ダブルドラゴンシリーズ』の主人公であるビリー・リーとジミー・リーも登場する予定であった。
元々、1990年頃に岸本は九龍城砦でビリーとジミーが戦うストーリーを『ダブルドラゴン4』として考えていたが、「香港でダブルドラゴンの世界観は当たり前過ぎてつまらない」と考え直し、まだ大阪で暴れた程度で世界ではアクションを展開していなかったくにおを主役に据え、くにお達を世界で暴れさせる企画に変更した。尚、『ダブルドラゴン4』は内容は異なるが2017年に『ダブルドラゴンIV』のタイトルで発売されている。
結果としてテクノスジャパン倒産により発売される事は無かったが、この作品で登場する予定だったさぶの兄は中国マフィア「レッドスネーク」のボスとして後に『熱血硬派くにおくんSP 乱闘協奏曲』（2013年）に登場し、くにお達が香港の映画スタジオで戦うと言ったアイデアも同作に部分的に活かされる事になった。

## 備考
- 2018年7月26日、Tommo Japanという会社より「スーパーファミコンで動作する公式レプリカパッケージ版」と称された復刻版が発売された[16][17]。ただし、なぜか本編が全て英語テキストになっている[18]。なお、前述の海外ローカライズより先駆けている。